# Oni zmienili świat
Oni zmienili świat (ang. The scientists who have changed the world) – brytyjska seria wydawnicza złożona z dwunastu pozycji książkowych zawierających ilustrowane biografie znanych naukowców i wynalazców, ukazująca się od 1990 do 1993 roku nakładem wydawnictwa Exley Publications Ltd w Wotford. Polska edycja serii złożona z dziesięciu pozycji książkowych ukazała się latach od 1991 do 1993 nakładem wydawnictwa Spółdzielnia Wydawnicza „Czytelnik” w Warszawie. Każda z książek stanowi bogato ilustrowaną biografię wybranej postaci ze świata nauki przeznaczoną dla młodych czytelników.
Seria ukazała się również w tłumaczeniach na inne języki, między innymi: chiński, duński, hiszpański, indonezyjski, japoński, koreański, malajski, niemiecki, portugalski, tajski,  węgierski. Wersje w różnych językach posiadają różny zestaw bohaterów i czasami wykraczają poza świat nauki i techniki, np. wersja hiszpańska zawiera biografię takich osób jak Lech Wałęsa, Mahatma Gandhi, Matka Teresa z Kalkuty, czy Martin Luther King.
Cześć pozycji z serii została wznowiona w ramach serii Giants of Science nakładem wydawnictwa Blackbirch Press w latach 1999-2003 w Woodbridge, CT, USA.

## Format i cechy charakterystyczne serii
Książki w ramach serii zostały wydane jako 64 stronicowe albumy w formacie 150x215 (nieco większe od zeszytu A5), z zastosowaniem oprawy twardej lakierowanej. Cechą charakterystyczną serii są czarne okładki oraz portrety bohaterów umieszczone w kwadratowej ramce na pierwszej okładce. Nad portretem znajduje się wyśrodkowane nazwisko bohatera (w wersji anglojęzycznej wyśrodkowane jest imię i nazwisko jednocześnie), a poniżej nazwa jego największego osiągnięcia. Logotyp ONI ZMIENILI ŚWIAT został umieszczony pomiędzy nazwiskiem bohatera i portretem - oddzielony czerwonymi poziomymi liniami.
Każda z książek składa się z:
- Ilustrowanej biografii,
- Kalendarium,
- Słowniczka terminów naukowych,
- Uwag bibliograficznych,
- Skorowidza.

Druk i oprawa książek został zrealizowany na Węgrzech.

## Wykaz dzieł wydanych w serii
| Lp. | Tytuł                                     | Tytuł oryginału                       | Autor           | Przekład                       | Data wydania | Liczba stron | ISBN               |
| --- | ----------------------------------------- | ------------------------------------- | --------------- | ------------------------------ | ------------ | ------------ | ------------------ |
| 1   | Karol Darwin: Teoria ewolucji.            | Charles Darwin: Evolution             | Anna Sproule    | Alicja Podzielna, Andrzej Toth | 1991         | 64           | ISBN 83-07-02264-9 |
| 2   | Thomas Alva Edison: Światło elektryczne   | Thomas A. Edison: Electric Light      | Anna Sproule    | Józef Radzicki                 | 1991         | 64           | ISBN 83-07-02265-7 |
| 3   | Gugliemo Marconi: Radio                   | Gugliemo Marconi: Radio               | Beverley Birch  | Lena Dziadkiewicz              | 1992         | 64           | ISBN 83-07-02270-3 |
| 4   | Aleksander Graham Bell: Telefon           | Alexander Graham Bell: The Telephone  | Michael Pollard | Grażyna Woyda                  | 1992         | 64           | ISBN 83-07-02271-1 |
| 5   | Aleksander Fleming: Penicylina            | Alexander Fleming: Penicillin         | Beverley Birch  | Krystyna Ogrodzińska           | 1992         | 64           | ISBN 83-07-02274-6 |
| 6   | Margaret Mead: Antropologia               | Margaret Mead: Anthropology           | Michael Pollard | Grzegorz Godlewski             | 1992         | 64           | ISBN 83-07-02275-4 |
| 7   | Bracia Wright: Samolot                    | The Wright Brothers: The Airplane     | Anna Sproule    | Grażyna Woyda                  | 1992         | 64           | ISBN 83-07-02281-9 |
| 8   | James Watt: Maszyna parowa                | James Watt: Steam Power               | Anna Sproule    | Grażyna Woyda                  | 1992         | 64           | ISBN 83-07-02284-3 |
| 9   | Albert Einstein: Teoria względności       | Albert Einstein: Theory of Relativity | Macdonald Fiona | Alicja Podzielna               | 1993         | 64           | ISBN 83-07-02289-4 |
| 10  | Izaak Newton: Prawa grawitacji i dynamiki | Isaac Newton: Laws of Motion          | White Michael   | Grażyna Woyda                  | 1993         | 64           | ISBN 83-07-02294-0 |
| 11  | Galileusz                                 | Galileo Galilei: Astronomy            | Michael White   | -                              | -            | -            | -                  |
| 12  | Jan Gutenberg                             | Johann Gutenberg: Printing            | Michael Pollard | -                              | -            | -            | -                  |